# バスティアン・シュヴァインシュタイガー
バスティアン・シュヴァインシュタイガー（Bastian Schweinsteiger, 発音: [ˈbasti̯an ˈʃvaɪ̯nʃtaɪ̯ɡɐ] ( 音声ファイル); 1984年8月1日 - ）は、西ドイツ・コルベルモール出身の元サッカー選手。元ドイツ代表。ポジションは主にセンターハーフを務めるが、キャリアの始めにはサイドハーフのポジションでプレイしていた。2014年に代表を引退したフィリップ・ラームの後任としてドイツ代表のキャプテンを務めた。
バイエルン・ミュンヘンには13シーズン所属し、公式戦通算500試合出場、67ゴールを記録している。バイエルンでは8度のブンデスリーガ優勝を始め、DFBポカールのタイトルを7度、UEFAチャンピオンズリーグ、FIFAクラブワールドカップのタイトルをそれぞれ獲得し、DFBリーガポカールを2度制している。
2004年にドイツ代表デビューを飾り、ドイツ代表歴代4位の121試合の出場数を誇り、24ゴールを記録している。EUROに4度、ワールドカップには3度出場しており、2014 FIFAワールドカップ優勝メンバーである。

## クラブ経歴

### バイエルン・ミュンヘン時代

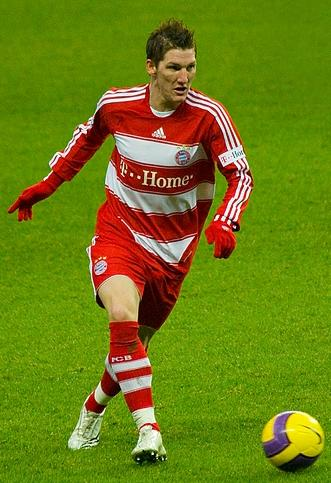
バイエルン・ミュンヘンでプレイするシュヴァインシュタイガー（2007年）

1998年7月1日にバイエルン・ミュンヘンのユースチームへ加入した。スキーレーサーとしても優れた才能を有しており、スキーとサッカーのどちらを続けるか選択しなければならなかった。2002年7月にドイツのユースチャンピオンとなり、リザーブチームでポジションを得ると活躍を見せるようになり、最初はプレイとは関係のないピッチ外での振る舞いで見出しを飾ることもあったが、次第に落ち着きをみせた。
トップチームの最初の練習では左サイドバックを務めていたが、練習に2度参加した後、監督であったオットマー・ヒッツフェルトは、2002年11月13日に行われたUEFAチャンピオンズリーグのRCランス戦で18歳のシュヴァインシュタイガーをメーメット・ショルと76分に交代でデビューさせると、短い出場時間ではあったが、マルクス・フォイルナーのゴールに絡むなど良い印象を与えた。翌月にはプロ契約を結び、2002-03シーズンのブンデスリーガでは14試合に出場し、リーグと国内カップ戦の2冠達成に貢献した。2003-04シーズンはリーグ戦26試合に出場し、2003年9月13日に行われたVfLヴォルフスブルク戦では初ゴールを記録した。
2004-05シーズンにフェリックス・マガトが監督に就任すると、シュヴァインシュタイガーはドイツ代表に選出されていたにも関わらずリザーブチーム行きを命じられたが、チームに戻ると2冠達成に貢献し、試合には敗れたが、チャンピオンズリーグ準々決勝第1戦のチェルシー戦では途中出場からゴールを挙げた。
2010年には2016年まで契約を延長した。
2012年4月25日に行われたチャンピオンズリーグのレアル・マドリー戦ではPK戦まで決着が付かなかったが、最後のキッカーとして成功を収め、決勝進出を決めた。バイエルンのホームスタジアムであるアリアンツ・アレナで行われた決勝でも1-1で決着が付かずPK戦となったが、シュヴァインシュタイガーのキックはキーパーの指先をかすりゴールの右ポストに当たり外れてしまい、チームもチェルシーに敗れた。
2012-13シーズンは新たに加入したハビ・マルティネスと中盤でコンビを形成し、リーグ優勝を決めたアイントラハト・フランクフルト戦ではバックヒールで決勝ゴールを挙げた。シュヴァインシュタイガーにとってキャリア最高のシーズンとなり、ブンデスリーガ、DFBポカール、チャンピオンズリーグのトレブルを達成した。
バイエルン・ミュンヘンでの活躍が評価され、シュヴァインシュタイガーは2013年のドイツ最優秀選手賞を受賞し、監督を務めていたユップ・ハインケスは世界最高の中盤の選手と讃え、シュヴァインシュタイガー、フランク・リベリ、トーマス・ミュラーの3選手がバロンドールに相応しいと述べた。
2013-14シーズンのチャンピオンズリーグ準々決勝第1戦のマンチェスター・ユナイテッド戦では1-1となる同点ゴールを挙げたが、終盤に2枚目のイエローカードを提示された。
2015年7月13日にマンチェスター・ユナイテッドへの移籍が決定したため、5月23日に行われた1.FSVマインツ05戦が17年間所属したバイエルンでの最後の試合となったが、公式戦通算500試合出場となり、ブンデスリーガでの通算45ゴール目を記録した。

### マンチェスター・ユナイテッド時代
2015年7月11日、マンチェスター・ユナイテッドとバイエルン・ミュンヘンはクラブ間で移籍に合意し、7月13日にシュヴァインシュタイガーは3年間の契約を結んだ。移籍金額は公表されていないが、1500万ユーロや1440万ポンドなどと報道されていた。その後の9月9日にイギリスメディア『スカイスポーツ』など各メディアが、わずか900万ユーロ（約12億1000万円）であることが明らかになったと報じている。マンチェスター・ユナイテッドには過去にマルクス・ノイマイヤーとロン＝ロベルト・ツィーラーが所属していたが（両選手ともトップチームでの出場機会はなかった）、実際に本拠地オールド・トラッフォードでプレイする初めてのドイツ人選手となった。
2015年8月8日に行われ、1-0で勝利したプレミアリーグ開幕戦のトッテナム・ホットスパー戦にマイケル・キャリックと交代で60分から出場し、ユナイテッドでの公式戦デビューを果たした。序盤戦こそ継続的に起用されていたが、2015年12月5日のウェストハム・ユナイテッド戦での暴力行為により3試合の出場停止処分を受け、翌2016年1月9日のFAカップ3回戦シェフィールド・ユナイテッド戦で膝を負傷、約2ヵ月の休場を余儀なくされた。3月上旬に復帰したが、下旬のドイツ代表のトレーニングにおいて右膝内側靱帯部分断裂の重傷を負い、シーズン残り試合を棒に振ることになった。
2016-17シーズンはジョゼ・モウリーニョが新監督に就任、前シーズンにシュヴァインシュタイガー自身が負傷により期待されたほどの活躍を見せられなかったことやポール・ポグバの加入を受け、モウリーニョの構想外となり戦力外通告を受けた。トップチームでの練習参加を禁じられ、リザーブチーム行きを命じられる冷遇を受けるもシュヴァインシュタイガー自身は残留宣言を行った。10月31日にトップチームの練習にシュヴァインシュタイガーが復帰したことが報じられ、2017年1月29日のFAカップのウィガン・アスレティック戦に出場、先発での出場は386日ぶりであった。ウィガン戦で1ゴール・1アシストという活躍を見せたことで、UEFAヨーロッパリーグの決勝トーナメント登録メンバーにも復帰し、2月22日のASサンテティエンヌ戦にも出場していた。

### シカゴ・ファイアー時代
2017年3月21日、MLSのシカゴ・ファイアーへ移籍で合意したとシカゴ・ファイアーとマンチェスター・ユナイテッドの両チームが発表した。4月1日、モントリオール・インパクト戦で移籍後初先発を果たすと、デビュー戦で得点を決めた。
2019年10月8日、現役引退を発表した。

## 代表経歴
2004年6月6日に行われたハンガリー代表との親善試合でA代表デビューを果たし、2016年8月31日に行われたフィンランド代表との親善試合（代表引退試合）まで出場し、ドイツ代表歴代4位となる121キャップ、24ゴールを記録した。

### EURO 2004
UEFA U-21欧州選手権2004はグループリーグ敗退となったが、シュヴァインシュタイガーはEURO 2004のメンバーにも選ばれた。ドイツはグループリーグで敗退となったが、シュヴァインシュタイガーのプレイは賞賛を集め、3戦目のチェコ代表戦ではミヒャエル・バラックのゴールをアシストした。

### 2006 FIFAワールドカップ
2005年6月8日に行われたロシア代表との親善試合で2ゴールを挙げ、初ゴールを記録した。大会での初ゴールはFIFAコンフェデレーションズカップ2005のチュニジア代表戦で決めたゴールである。自国で開催された2006 FIFAワールドカップのメンバーにも選出され、3位決定戦のポルトガル代表戦では2本のロングシュート決め、フリーキックはプティに当たりオウンゴールとなったためハットトリック達成とはならなかったが、その試合のマン・オブ・ザ・マッチに選出された。
その当時22歳で記録した44キャップはドイツ代表における歴代最速のキャップ数であったが、ルーカス・ポドルスキによりすぐに更新された。ドイツ代表で歴代最多の150キャップ数を誇るローター・マテウスの22歳当時のキャップ数は13であった。

### EURO 2008
予選では13-0で勝利したサンマリノ代表戦で2ゴールを挙げ、4-1で勝利したスロバキア代表戦で予選における3ゴール目を決めた。
EURO 2008の本大会ではヨアヒム・レーヴはミロスラフ・クローゼとマリオ・ゴメスを2トップに起用し、ルーカス・ポドルスキを左サイドに配置したため、グループリーグにおけるシュヴァインシュタイガーの出場は2試合の途中出場となった。2戦目のクロアチア代表戦ではイェルコ・レコに対する報復行為によりレッドカードを受け、チームも1-2で敗れた。出場停止が明けた準々決勝のポルトガル代表戦ではマリオ・ゴメスが外れたためスターティングメンバーに復帰し、1ゴール、2アシストを記録し、3-2の勝利に貢献すると、3-2で勝利した準決勝のトルコ代表戦でもチームの1点目を記録した。UAE代表との親善試合では初めてキャプテンを務めた。

### 2010 FIFAワールドカップ
予選では10試合中9試合に出場し、3ゴールを記録した。
2010 FIFAワールドカップでは怪我で出場できなかったミヒャエル・バラックに代わりセンターハーフのポジションを務め、若きドイツ代表のチームにおいて経験をプラスし、役割を果たした。準々決勝のアルゼンチン代表戦では2アシストを記録する一方で、リオネル・メッシらを擁する相手チームを抑え、攻守に渡り活躍し、その試合のマン・オブ・ザ・マッチに選出された。準決勝でスペイン代表に敗れウルグアイ代表との3位決定戦に臨んだが、フィリップ・ラームが体調不良で欠場したため、シュヴァインシュタイガーはキャプテンを務めた。
最終的にシュヴァインシュタイガーは7試合で3アシストと本大会でディルク・カイト、トーマス・ミュラー、メスト・エジルと並び最多のアシストを記録し、大会における最優秀選手にあたるゴールデンボールの最終候補10人に選ばれた。

### EURO 2012

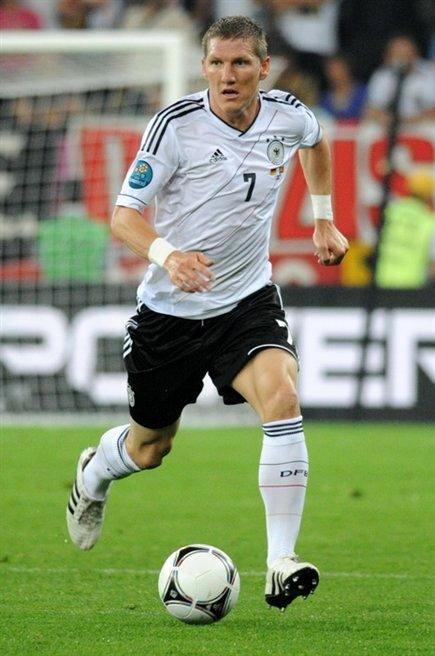
EURO 2012でプレイするシュヴァインシュタイガー

予選10試合を10勝で突破したドイツ代表において、レギュラーポジションを確立し、ベルギー代表、アゼルバイジャン代表、カザフスタン代表、オーストリア代表、トルコ代表との5試合に出場したシュヴァインシュタイガーは予選を通して1ゴール1アシストを記録した。
EURO2012ではドイツ代表の5試合すべてにスターティングメンバーとして出場し、2-1で勝利したグループリーグのオランダ代表戦ではマリオ・ゴメスの2ゴールをアシストした。

### 2014 FIFAワールドカップ

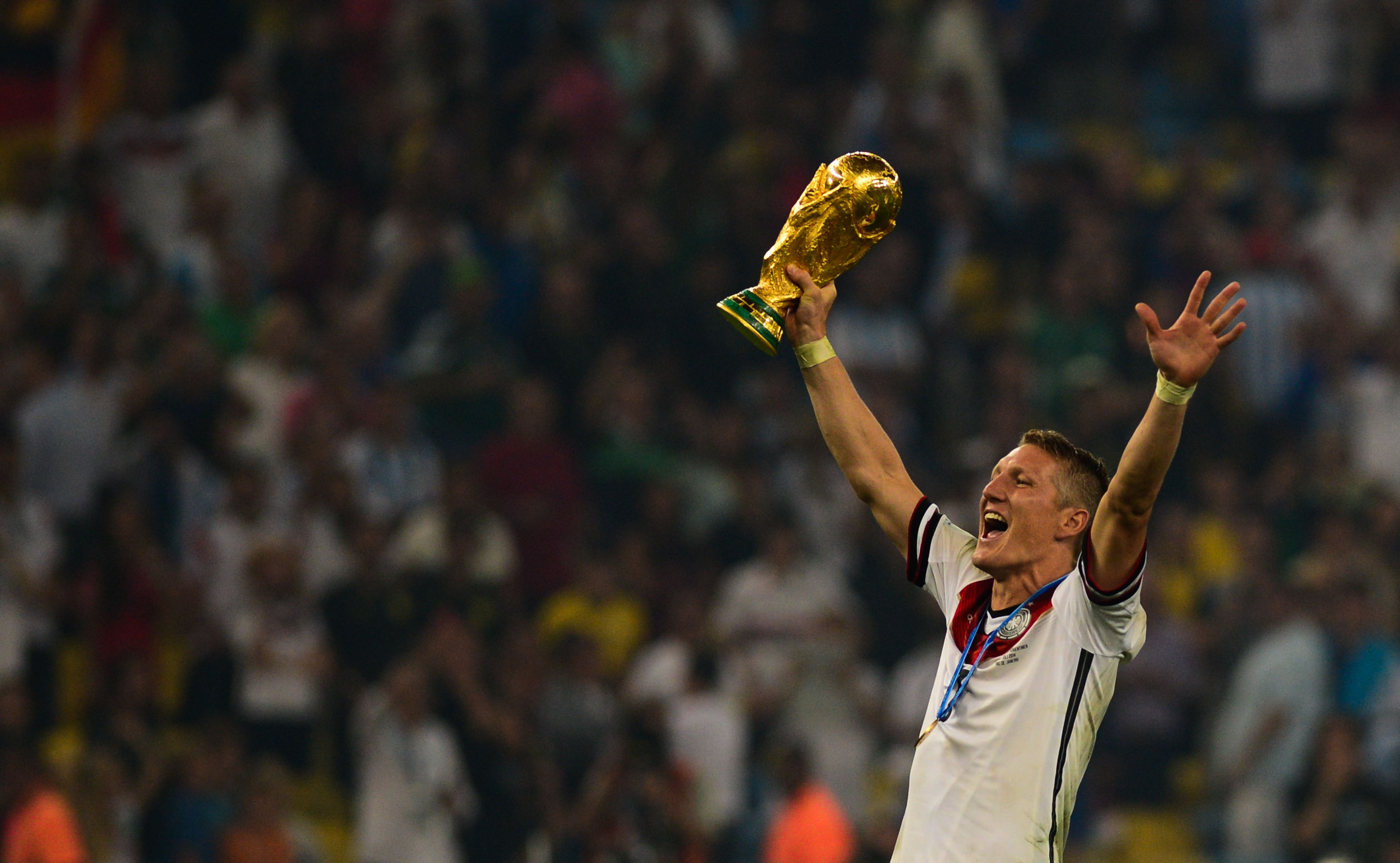
ワールドカップの優勝トロフィーを持つシュヴァインシュタイガー

予選では5試合に出場し、2013年10月15日に行われ、5-3で勝利したスウェーデン代表戦で代表通算100キャップ目を記録した。
2014 FIFAワールドカップの本大会では2戦目のガーナ代表戦に交代で出場すると、3戦目のアメリカ代表戦以降はスターティングメンバーとして出場し、決勝のアルゼンチン代表戦では中盤を広くカバーし、延長の末、マリオ・ゲッツェのゴールにより、ドイツ代表はワールドカップ優勝を果たした。

### EURO 2016
フィリップ・ラームの代表引退に伴い、新たなキャプテンに指名された。予選のジョージア代表戦にキャプテン就任後初めて出場した。2015-16シーズンの後半戦は怪我でプレーをしていなかったが、EURO 2016の本大会のメンバー入りに間にあった。6月12日、第1節のウクライナ代表戦では後半から途中出場し、ロスタイムに得点をして復活をアピールした。しかし、準決勝のフランス戦では0-2で敗れてチームは敗退した。大会終了後、自身の代表引退を発表した。

## プレースタイル
主にセンターハーフを務めるが、サイドハーフのポジションも務めることができる。世界でもベストな中盤の選手の1人と考えられており、セットプレイにおいて高いキック精度を誇るだけではなく、長距離からのシュートも得意としており、豊富な運動量を有する。試合のリズムを作る「中盤のモーター」であり、試合の流れを読む能力にも長け、良いポジショニングから多くのゴールを記録している。ドイツ代表で監督を務めていたヨアヒム・レーヴからはドイツ代表チームにおける「頭脳」だと賞賛され、2013年に投票によりドイツの年間最優秀選手に選ばれた際には「中盤の指導者」として称えられた。

## パーソナルライフ
ファンからは「シュヴァイニー」や「バスティ」といった愛称で親しまれており、兄のトビアスもFCバイエルン・ミュンヘンIIに所属するサッカー選手である。兄弟揃ってマンチェスター・ユナイテッドファンだがトビアスの方がよりファンであり、最初に移籍の噂が上がった際にはトビアスの猛プッシュがあった。2007年から2014年7月までモデルのサラ・ブランドナーと交際し、ミュンヘンで同棲していた。その後セルビア人のテニスプレイヤーアナ・イバノビッチと交際していたが、2016年7月13日にヴェネツィアで挙式した。シュヴァインシュタイガーはローマン・カトリックである。

## 個人成績
| クラブ                       | シーズン | リーグ | リーグ | カップ | カップ | リーグカップ | リーグカップ | 欧州カップ | 欧州カップ | その他 | その他 | 合計 | 合計 |
| クラブ                       | シーズン | 試合   | 得点   | 試合   | 得点   | 試合         | 得点         | 試合       | 得点       | 試合   | 得点   | 試合 | 得点 |
| ---------------------------- | -------- | ------ | ------ | ------ | ------ | ------------ | ------------ | ---------- | ---------- | ------ | ------ | ---- | ---- |
| バイエルン・ミュンヘンII     | 2001-02  | 4      | 0      | —      | —      | —            | —            | —          | —          | —      | —      | 4    | 0    |
| バイエルン・ミュンヘンII     | 2002-03  | 23     | 2      | 1      | 0      | —            | —            | —          | —          | —      | —      | 24   | 2    |
| バイエルン・ミュンヘンII     | 2003-04  | 3      | 0      | —      | —      | —            | —            | —          | —          | —      | —      | 3    | 0    |
| バイエルン・ミュンヘンII     | 2004-05  | 3      | 0      | 1      | 0      | —            | —            | —          | —          | —      | —      | 4    | 0    |
| バイエルン・ミュンヘンII     | 通算     | 33     | 2      | 2      | 0      | 0            | 0            | 0          | 0          | 0      | 0      | 35   | 2    |
| バイエルン・ミュンヘン       | 2002-03  | 14     | 0      | 1      | 2      | 0            | 0            | 1          | 0          | —      | —      | 16   | 2    |
| バイエルン・ミュンヘン       | 2003-04  | 26     | 4      | 3      | 0      | 1            | 0            | 3          | 0          | —      | —      | 32   | 4    |
| バイエルン・ミュンヘン       | 2004-05  | 26     | 3      | 5      | 0      | 0            | 0            | 7          | 1          | —      | —      | 38   | 4    |
| バイエルン・ミュンヘン       | 2005-06  | 30     | 3      | 4      | 0      | 1            | 0            | 7          | 0          | —      | —      | 41   | 3    |
| バイエルン・ミュンヘン       | 2006-07  | 27     | 4      | 3      | 0      | 2            | 0            | 8          | 2          | —      | —      | 38   | 6    |
| バイエルン・ミュンヘン       | 2007-08  | 30     | 1      | 4      | 0      | 2            | 1            | 12         | 0          | —      | —      | 46   | 1    |
| バイエルン・ミュンヘン       | 2008-09  | 31     | 5      | 4      | 2      | —            | —            | 9          | 2          | —      | —      | 44   | 9    |
| バイエルン・ミュンヘン       | 2009-10  | 33     | 2      | 4      | 1      | —            | —            | 12         | 0          | —      | —      | 49   | 3    |
| バイエルン・ミュンヘン       | 2010-11  | 32     | 4      | 5      | 2      | —            | —            | 7          | 2          | 1      | 0      | 44   | 8    |
| バイエルン・ミュンヘン       | 2011-12  | 22     | 3      | 3      | 1      | —            | —            | 11         | 1          | —      | —      | 36   | 5    |
| バイエルン・ミュンヘン       | 2012-13  | 28     | 7      | 5      | 0      | —            | —            | 12         | 2          | —      | —      | 45   | 9    |
| バイエルン・ミュンヘン       | 2013-14  | 23     | 4      | 4      | 1      | —            | —            | 8          | 3          | 1      | 0      | 35   | 8    |
| バイエルン・ミュンヘン       | 2014-15  | 20     | 5      | 2      | 0      | —            | —            | 6          | 0          | 0      | 0      | 28   | 5    |
| バイエルン・ミュンヘン       | 通算     | 342    | 45     | 47     | 9      | 6            | 1            | 103        | 13         | 2      | 0      | 494  | 67   |
| マンチェスター・ユナイテッド | 2015-16  | 18     | 1      | 2      | 0      | 1            | 0            | 10         | 0          | -      | -      | 31   | 1    |
| マンチェスター・ユナイテッド | 2016-17  | 0      | 0      | 2      | 1      | 1            | 0            | 1          | 0          | 0      | 0      | 4    | 1    |
| マンチェスター・ユナイテッド | 通算     | 18     | 1      | 4      | 1      | 2            | 0            | 11         | 0          | 0      | 0      | 35   | 2    |
| シカゴ・ファイアー           | 2017     | 24     | 3      | 1      | 0      | —            | —            | —          | —          | 1      | 0      | 26   | 3    |
| シカゴ・ファイアー           | 2018     | 31     | 4      | 4      | 0      | —            | —            | —          | —          | —      | —      | 35   | 4    |
| シカゴ・ファイアー           | 2019     | 30     | 1      | 0      | 0      | —            | —            | —          | —          | 1      | 0      | 31   | 1    |
| シカゴ・ファイアー           | 通算     | 85     | 8      | 5      | 0      | —            | —            | —          | —          | 2      | 0      | 92   | 8    |
| 総通算                       | 総通算   | 479    | 56     | 58     | 10     | 8            | 1            | 114        | 13         | 4      | 0      | 663  | 80   |

## 代表歴

### 出場大会
- ドイツ代表
  - 2006 FIFAワールドカップ
  - 2010 FIFAワールドカップ
  - 2014 FIFAワールドカップ

### 試合数
- 国際Aマッチ 121試合 24得点（2004年-2016年）[53]

| ドイツ代表 | 国際Aマッチ | 国際Aマッチ |
| 年         | 出場        | 得点        |
| ---------- | ----------- | ----------- |
| 2004       | 10          | 0           |
| 2005       | 13          | 4           |
| 2006       | 18          | 9           |
| 2007       | 6           | 0           |
| 2008       | 15          | 4           |
| 2009       | 10          | 2           |
| 2010       | 12          | 2           |
| 2011       | 6           | 2           |
| 2012       | 7           | 0           |
| 2013       | 3           | 0           |
| 2014       | 8           | 0           |
| 2015       | 6           | 0           |
| 2016       | 7           | 1           |
| 通算       | 121         | 24          |

### 得点
| #   | 開催年月日     | 開催地                                                       | 対戦国                   | スコア | 結果 | 試合概要                             |
| --- | -------------- | ------------------------------------------------------------ | ------------------------ | ------ | ---- | ------------------------------------ |
| 1.  | 2005年6月8日   | メンヒェングラートバッハ、ボルシア・パーク                   | ロシア                   | 1–1    | 2–2  | 親善試合                             |
| 2.  | 2005年6月8日   | メンヒェングラートバッハ、ボルシア・パーク                   | ロシア                   | 2–1    | 2–2  | 親善試合                             |
| 3   | 2005年6月18日  | ケルン、ラインエネルギーシュタディオン                       | チュニジア               | 2–0    | 3–0  | FIFAコンフェデレーションズカップ2005 |
| 4.  | 2005年6月29日  | ライプツィヒ、ツェントラールシュタディオン                   | メキシコ                 | 2–1    | 4–3  | FIFAコンフェデレーションズカップ2005 |
| 5.  | 2006年3月22日  | ドルトムント、ヴェストファーレンシュタディオン               | アメリカ合衆国           | 1–0    | 4–1  | 親善試合                             |
| 6.  | 2006年5月30日  | レバークーゼン、バイ・アレーナ                               | 日本                     | 2–2    | 2–2  | 親善試合                             |
| 7.  | 2006年6月2日   | メンヒェングラートバッハ、ボルシア・パーク                   | コロンビア               | 2–0    | 3–0  | 親善試合                             |
| 8.  | 2006年7月8日   | シュトゥットガルト、ゴットリープ・ダイムラー・シュタディオン | ポルトガル               | 1–0    | 3–1  | 2006 FIFAワールドカップ3位決定戦     |
| 9.  | 2006年7月8日   | シュトゥットガルト、ゴットリープ・ダイムラー・シュタディオン | ポルトガル               | 3–0    | 3–1  | 2006 FIFAワールドカップ3位決定戦     |
| 10. | 2006年9月6日   | セラヴァッレ、サンマリノ・スタジアム                         | サンマリノ               | 0–3    | 0–13 | UEFA EURO 2008予選                   |
| 11. | 2006年9月6日   | セラヴァッレ、サンマリノ・スタジアム                         | サンマリノ               | 0–7    | 0–13 | UEFA EURO 2008予選                   |
| 12. | 2006年10月7日  | ロストック、DKBアレーナ                                      | ジョージア               | 1–0    | 2–0  | 親善試合                             |
| 13. | 2006年10月11日 | ブラチスラヴァ、テヘルネ・ポレ                               | スロバキア               | 0–3    | 1–4  | UEFA EURO 2008予選                   |
| 14. | 2008年6月19日  | バーゼル、ザンクト・ヤコブ・パルク                           | ポルトガル               | 1–0    | 3–2  | UEFA EURO 2008                       |
| 15. | 2008年6月25日  | バーゼル、ザンクト・ヤコブ・パルク                           | トルコ                   | 1–1    | 3–2  | UEFA EURO 2008                       |
| 16. | 2008年8月20日  | ニュルンベルク、フランケンシュタディオン                     | ベルギー                 | 1–0    | 2–0  | 親善試合                             |
| 17. | 2008年9月6日   | ファドゥーツ、ラインパーク・シュタディオン                   | リヒテンシュタイン       | 0–4    | 0–6  | 2010 FIFAワールドカップ予選          |
| 18. | 2009年3月28日  | ライプツィヒ、ツェントラールシュタディオン                   | リヒテンシュタイン       | 3–0    | 4–0  | 2010 FIFAワールドカップ予選          |
| 19. | 2009年8月12日  | バクー、トフィク・バフラモフ・スタジアム                     | アゼルバイジャン         | 0–1    | 0–2  | 2010 FIFAワールドカップ予選          |
| 20. | 2010年6月3日   | フランクフルト、コメルツバンク・アレーナ                     | ボスニア・ヘルツェゴビナ | 2–1    | 3–1  | 親善試合                             |
| 21. | 2010年6月3日   | フランクフルト、コメルツバンク・アレーナ                     | ボスニア・ヘルツェゴビナ | 3–1    | 3–1  | 親善試合                             |
| 22. | 2011年8月10日  | シュトゥットガルト、メルセデス・ベンツ・アレーナ             | ブラジル                 | 1–0    | 3–2  | 親善試合                             |
| 23. | 2011年10月7日  | イスタンブール、トルコ・テレコム・アリーナ                   | トルコ                   | 1–3    | 1–3  | UEFA EURO 2012予選                   |
| 24. | 2016年6月13日  | リール、スタッド・ピエール＝モーロワ                         | ウクライナ               | 2–0    | 2–0  | UEFA EURO 2016                       |

## 獲得タイトル

### クラブ
バイエルン・ミュンヘン
- FIFAクラブワールドカップ：2013
- UEFAチャンピオンズリーグ：2012-13
- UEFAスーパーカップ：2013
- ブンデスリーガ：2002-03, 2004-05, 2005-06, 2007-08, 2009-10, 2012-13, 2013-14, 2014-15
- DFBポカール：2002-03, 2004-05, 2005-06, 2007-08, 2009-10, 2012-13, 2013-14
- DFLリーガポカール：2004, 2007
- DFLスーパーカップ：2010, 2012

マンチェスター・ユナイテッドFC
- FAカップ：2015-16
- FAコミュニティ・シールド；2016

### 代表
ドイツ代表
- FIFAワールドカップ：2014

### 個人
- ドイツサッカー年間最優秀選手（キッカー誌主催）：2010
- FIFAワールドカップベストイレブン：2010
- Silbernes Lorbeerblatt：2006, 2010, 2014
- 月間衝撃ゴール賞(Tor des Monats, ARD主催)：2013.4[54], 2014.12[55]
- ドイツ年間最優秀選手：2013